# يوزف كووالتشيك
يوزف كووالتشيك (بالبولندية: Józef Kowalczyk)‏ هو كاهن كاثوليكي ودبلوماسي بولندي، ولد في 28 أغسطس 1938 في Jadowniki Mokre ‏ في بولندا.